# Zgornji Porčič
Zgornji Porčič – wieś w Słowenii, w gminie Sveta Trojica v Slovenskih goricah. W 2018 roku liczyła 378 mieszkańców.